# Mills Gardner

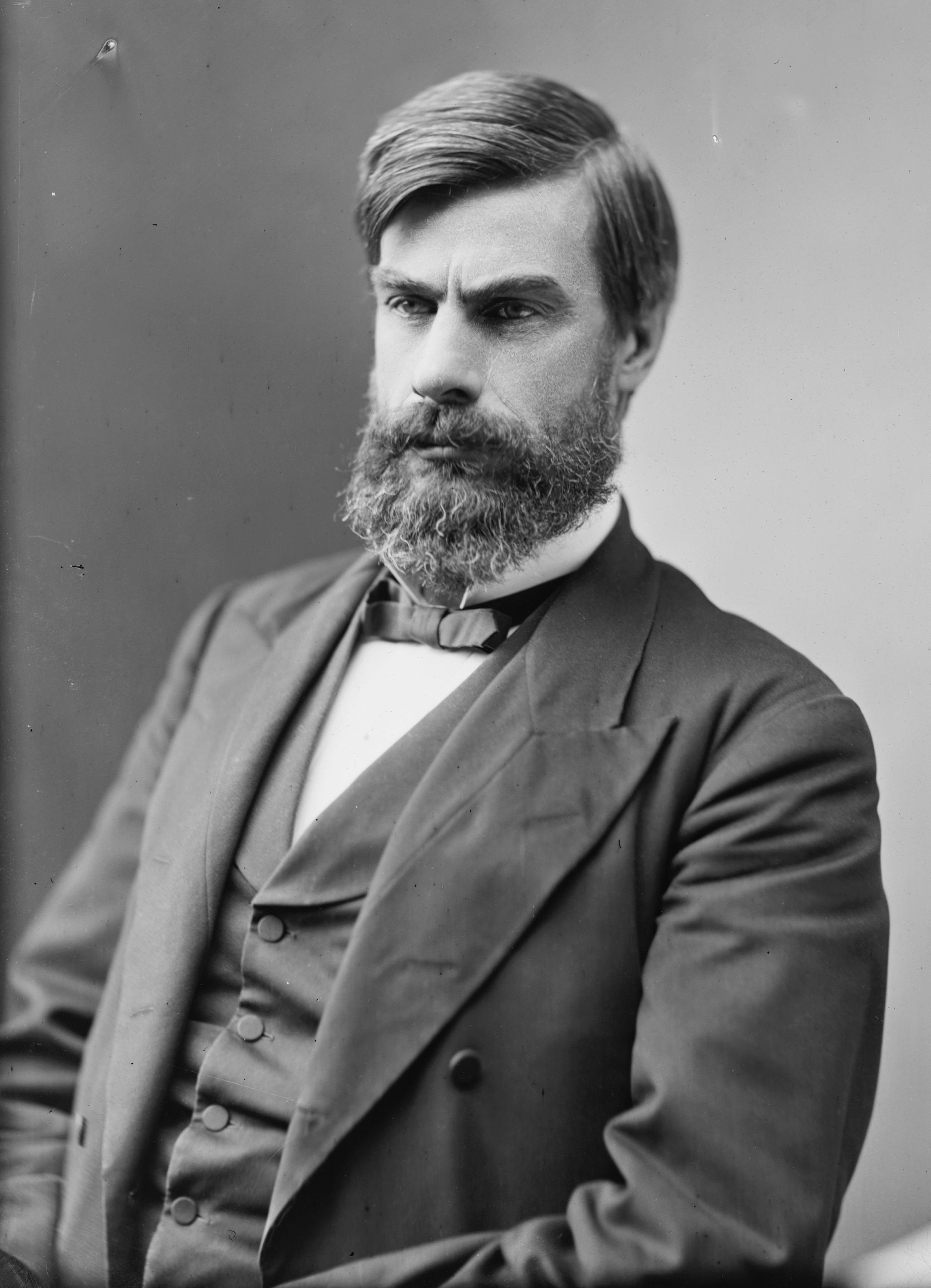
Mills Gardner

Mills Gardner (* 30. Januar 1830 in Russellville, Brown County, Ohio; † 20. Februar 1910 in Washington Court House, Ohio) war ein US-amerikanischer Politiker. Zwischen 1877 und 1879 vertrat er den Bundesstaat Ohio im US-Repräsentantenhaus.

## Werdegang
Mills Gardner besuchte die öffentlichen Schulen im Highland County  und die Rankins Academy in Ripley. Danach war er für einige als Angestellter in einem Kurzwarenladen tätig. Nach einem anschließenden Jurastudium und seiner 1855 erfolgten Zulassung als Rechtsanwalt begann er in Washington Court House in diesem Beruf zu arbeiten. Gleichzeitig schlug er als Mitglied der Republikanischen Partei eine politische Laufbahn ein. Zwischen 1855 und 1859 war er Staatsanwalt im Fayette County. In den Jahren 1862 und 1863 saß er im Senat von Ohio; von 1866 bis 1867 gehörte er dem dortigen Repräsentantenhaus an. Im Jahr 1872 nahm er als Delegierter an einem Verfassungskonvent seines Staates teil.
Bei den Kongresswahlen des Jahres 1876 wurde Gardner im dritten Wahlbezirk von Ohio in das US-Repräsentantenhaus in Washington, D.C. gewählt, wo er am 4. März 1877 die Nachfolge des Demokraten John S. Savage antrat. Da er im Jahr 1878 auf eine weitere Kandidatur verzichtete, konnte er bis zum 3. März 1879 nur eine Legislaturperiode im Kongress absolvieren. Nach dem Ende seiner Zeit im US-Repräsentantenhaus praktizierte Gardner wieder als Anwalt. Er starb am 20. Februar 1910 in Washington Court House.